# دونالد تي باري
دونالد تي باري (بالإنجليزية: Donald T. Barry)‏ هو ممرض وشخصية أعمال أمريكي، ولد في 30 يوليو 1928، وتوفي في 31 ديسمبر 2017.